# Österreichische Badminton-Bundesliga 2018/19
Die Österreichische Badminton-Bundesliga der Saison 2018/19 bestand aus einer Vorrunde im Modus Jeder-gegen-jeden und anschließenden Halbfinal- und Finalspielen. Meister wurde ASKÖ Traun.

## Vorrunde
| Platz | Team                              | Spiele | G | U | V | Punkte | Spielpunkte | Sätze  | Bälle     |
| ----- | --------------------------------- | ------ | - | - | - | ------ | ----------- | ------ | --------- |
| 1     | ASKÖ Traun                        | 10     | 7 | 2 | 1 | 28     | 50-30       | 110-72 | 3387-3129 |
| 2     | ASV Pressbaum                     | 10     | 7 | 1 | 2 | 26     | 51-29       | 114-71 | 3536-3100 |
| 3     | Raiffeisen UBSC Wolfurt           | 10     | 5 | 3 | 2 | 26     | 50-30       | 108-72 | 3439-3084 |
| 4     | Badminton Mödling                 | 10     | 4 | 2 | 4 | 23     | 47-33       | 103-80 | 3358-3069 |
| 5     | Askö kelag Kärnten                | 10     | 2 | 1 | 7 | 12     | 27-53       | 71-113 | 3041-3450 |
| 6     | Badminton Club Montfort Feldkirch | 10     | 0 | 1 | 9 | 5      | 15-65       | 40-138 | 2653-3582 |

## Halbfinale
- ASKÖ Traun – Badminton Mödling: 5:3
- ASV Pressbaum – Raiffeisen UBSC Wolfurt: 4:4 (8:8, 275:266)

## Finale
- ASKÖ Traun – ASV Pressbaum: 4:4, 5:2, 5:2